# Stavesacre
Stavesacre est un groupe d'emo américain, originaire de Huntington Beach, en Californie. Malgré plusieurs changements de personnel et les pressions de l'industrie de la musique, le groupe existe depuis plus d'une décennie. En 2007, le groupe annonce sa séparation après l'enregistrement de morceaux avec le guitariste Jeff Bellew. Ces morceaux sont publiés dans l'EP/DVD Against the Silence en 2009.
Cependant, après une période d'inactivité, le groupe commence à écrire en 2014, et annonce un sixième album en 2016. Intitulé MCMXCV, il est publié en août 2017.

## Biographie

### Première phase (1995–2009)
Stavesacre est formé en 1995 comme groupe de post-hardcore après la séparation du groupe The Crucified. Le chanteur Mark Salomon et le guitariste Jeff Bellew jouaient dans Crucified et désiraient déjà former un groupe. Salomon et Bellew recrutent le bassiste Dirk Lemmenes et le batteur Jeremy Moffett. Salomon et Moffett étaient colocataires, et Moffett jouait dans le groupe The Blamed.
Le nom « Stavesacre » provient du nom de la staphisaigre, une plante toxique utilisée comme parasiticide ; ses graines peuvent également provoquer des vomissements. Stavesacre débute au milieu des années 1990 avec trois albums (Friction, Absolutes et Speakeasy) bien accueillis par la critique, sur Tooth and Nail Records ; au total, 90 000 exemplaires de leurs trois premiers albums sont vendus[réf. nécessaire]. Durant cette période, le groupe est associé à la scène de musique chrétienne contemporaine. Toutefois, le mécontentement des membres du groupe face à ce qu'ils considèrent comme l'hypocrisie au sein de cette industrie mène à une rupture très publique avec la scène de musique chrétienne.
En 2002, Stavesacre signe un contrat avec le label indépendant Nitro Records et enregistre l'album (stāvz'ā'kər). Le groupe cherchent par la suite à être libéré de leur contrat et devient entièrement indépendant pour le lancement d'un DVD live d'un concert enregistré à Dallas (Texas) en 2002, en plus d'un EP de quatre chansons, Bull Takes Fighter.
En 2005, le groupe signe un contrat avec Abacus Recordings, un label de Century Media Records, et enregistre son cinquième album studio à Los Angeles avec le producteur Matt Hyde. Intitulé How to Live With a Curse, l'album est lancé le 18 avril 2006.
Le 27 février 2007, Stavesacre annonce sa séparation après l'enregistrement de morceaux avec le guitariste Jeff Bellew. L'annonce est faite sur la page MySpace officielle de Stavesacre. Le 17 mars 2008, Lemmenes annonce que le groupe n'est pas sûr de se séparer. Il explique qu'ils travaillent sur un DVD et quelques morceaux avec Bellew. Le groupe explique qu'un nouvel EP, intitulé Against the Silence, sera publié,.

### Retour (depuis 2014)
Le groupe revient en 2014 en postant des photos sur leur page Facebook. Stavesacre annonce un nouvel album pour 2017, à la base intitulé Stavesacre VI. Le 11 août 2017, Stavesacre sort son sixième album, MCMXCV, grâce à une opération de financement participatif.

## Membres

### Membres actuels
- Mark Salomon - voix (1995–2009, depuis 2014)
- Jeff Bellew - guitare (1995–2009, depuis 2014)
- Ryan Dennee - guitare (1995–2009, depuis 2014)
- Dirk Lemmenes - basse (1995–2009, depuis 2014)
- Sam West - batterie (1995–2009, depuis 2014)

### Anciens membres
- Jeremy Moffett - batterie (1995–1996)
- Neil Samoy - guitare (1999–2003)

## Discographie
- 1996 : Friction (Tooth and Nail Records)
- 1997 : Absolutes (Tooth and Nail Records)[7]
- 1999 : Speakeasy (Tooth and Nail Records)[8]
- 2001 : Split/EP (EP partagé avec Denison Marrs) (Velvet Blue Music)[9]
- 2001 : Collective  (compilation des meilleurs succès) (Tooth and Nail Records)
- 2002 : Live from Deep Ellum (XS Records) (EP)
- 2002 : (stāvz'ā'kər) (Nitro Records)[10]
- 2004 : Bull Takes Fighter (indépendant) (EP, limité à 1 000 exemplaires)
- 2005 : Live from Dallas (Zambooie) (DVD)
- 2006 : How to Live with a Curse (Abacus Recordings)[11]
- 2009 : Against the Silence
- 2017 : MCMXCV